# Z計画

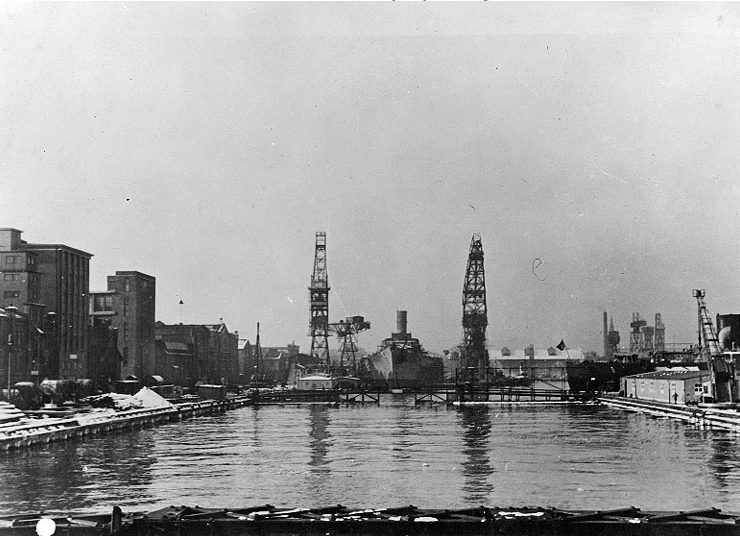
建造中の戦艦ティルピッツ

Z計画（ツェットけいかく、Z-Plan）とは、1939年からドイツ海軍 (Kriegsmarine) が予定していた海軍拡張計画。

## 背景
第一次世界大戦の終結後、ドイツ軍はヴェルサイユ条約の規定を受けるようになった。海軍では装甲艦6隻、巡洋艦6隻、駆逐艦12隻、魚雷艇12隻の保有に制限された。大洋艦隊 (Hochseeflotte) に所属していた大部分の艦艇は、スカパ・フローで自沈するか廃棄されてしまい、海軍を拡張するには新しく建造する必要があった。

## 経緯
戦後最初に建造された主力艦は軽巡洋艦「エムデン」であった。これにK級軽巡洋艦と呼ばれる「ケルン」、「カールスルーエ」、「ケーニヒスベルク」の3隻が進水し、K級軽巡洋艦を改良した「ライプツィヒ」、「ニュルンベルク」も建造された。必要に応じて旧式となった巡洋艦の代わりを新たに建造することができるという条項があったが、それは10,000トン以下の艦艇と決められていた。
そこで、ドイツ海軍は装甲艦の構想を考え出した。これは、より速い巡洋艦よりも強く、より強い戦艦よりも速く、という概念で、主に通商破壊を目的とした襲撃艦として設計され、11インチ砲6門を装備して28ノットの速度を出せるドイッチュラント級装甲艦が生まれた。ドイッチェラント級の3隻は、ドイツ以外の国からポケット戦艦と呼ばれた。
1933年にアドルフ・ヒトラーはドイツの首相となった。1935年にヒトラーは諸外国に対してヴェルサイユ条約の破棄を通告し、軍の再建を始めた。さらに同年6月18日には、イギリスとの間に英独海軍協定が結ばれた。装甲艦DとEの建造が命じられ、ドイッチェラント級の火力を上回る11インチ砲9門を搭載する「シャルンホルスト」と「グナイゼナウ」になり、同時にこの2隻よりも大型な軍艦の建造が研究された。最初に13インチ砲を搭載した装甲艦が計画されたが、フランス海軍の増強により新造艦は完全な戦艦として再設計された。この時、ドイツ海軍の大規模な再建が決定され、Z計画は発展することとなった。
ドイツ海軍の中で海軍拡張の方向性に関する意見が主に2つあった。1つは、将来的に最も強力な敵（イギリスとフランス）と渡り合うことができる大艦隊の整備。もう1つは、通商破壊戦用のUボートと装甲艦のような中型な襲撃艦の量産であった。このうち、後者の襲撃艦は大西洋で任務を遂行するためには北海を通り抜けなければならない点が指摘され、その時点でイギリス海軍の戦艦に阻止される可能性があった。結局、これらを排除する為に水上艦艇の整備は前提条件とされ、大艦隊の計画が選ばれた。しかし、主な建造が始まる前、戦艦「ビスマルク」と「ティルピッツ」の建造中に、重巡洋艦「アドミラル・ヒッパー」、「ブリュッヒャー」、「プリンツ・オイゲン」の3隻が完成し、さらに1939年から重巡洋艦2隻の建造が開始された。これらが、通商破壊艦でないことは、その比較的短い航続力にも表れている。

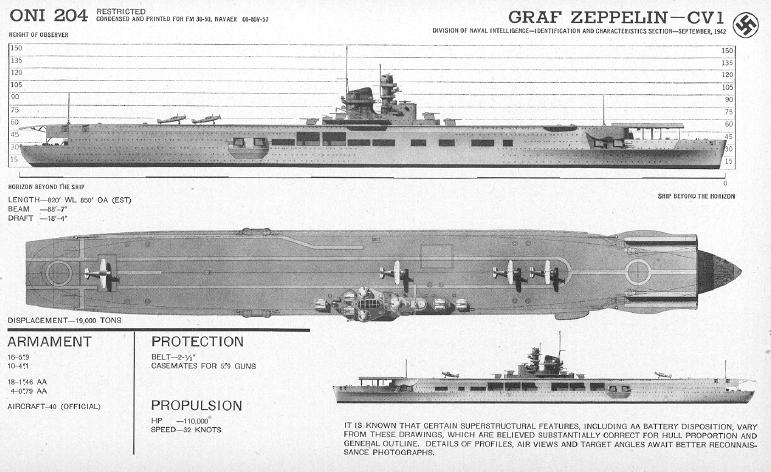
航空母艦グラーフ・ツェッペリン

1936年から航空母艦「グラーフ・ツェッペリン」の建造と、その2番艦が1938年に計画された。1939年中期には「ビスマルク」と「ティルピッツ」の進水により、改良されたH級戦艦3隻の建造が始まり、航空母艦に搭載させるための戦闘機メッサーシュミット Bf 109と急降下爆撃機ユンカース Ju 87の改造が命じられた。
計画では大多数が1945年までに完成する予定であった。しかし、第二次世界大戦の勃発により大規模で費用のかかる建造プロジェクトがドイツ陸軍とドイツ空軍の戦備に不可欠な物資をあまりにも多く必要とすると判断され、結果として戦艦や空母の建造は延期となり、水上艦艇への資源は主にUボートの建造に向けられた。途中日本海軍の成功などで空母が見直された場面もあったが、結局戦局は好転しなかったため大戦の終結まで完成しない艦が多かった。
カーユス・ベッカーは著書「呪われた海」の中で海軍の「大艦隊の計画」を、結果的に「艦種のコレクション」に終わらせてしまっただけの艦政として厳しい評価を下している。
ドイッチュラント級は、就役した3隻の中で「アドミラル・グラーフ・シュペー」が開戦後に戦没。「ドイッチュラント」は艦名を「リュッツオウ」に変更され「アドミラル・シェーア」と共に艦種を重巡洋艦に変更されて運用した。
アドミラル・ヒッパー級は5隻起工されたが4番艦「ザイドリッツ」は途中で空母に改装されるも未成。5番艦「リュッツオウ」も本格的に完成する前にソビエト連邦に輸出された。
ヴィルヘルム・バウアー級は8隻が起工されたが終戦まで含めて3隻しか完成しなかった。
Z35型駆逐艦は8隻が起工されたが5隻が終戦まで完成しなかった、

## 問題点
ドイツの生産力では、1939年までにこれだけの艦隊を建造する事はできなかった。実際には四分の一にも達しておらず、目標の達成には少なくとも4～5年が必要だった。戦争がそこまで長引くことはないとレーダーは考えていた。ドイツの将軍の大半と同じように、その読みは間違っていた。

## 第1次世界大戦終了直後の戦力
- 戦艦×6（予備艦×2） - ブラウンシュヴァイク、エルサス、ヘッセン、ロートリンゲン、プロイセン、ハノーファー、シュレージェン、シュレスヴィヒ・ホルシュタイン
- 防護巡洋艦×6（予備艦×2） - アマツォネ、アルコーナ、ベルリン、ハンブルク、メドゥーゼ、ニオベ、ニムフェ、テティス
- 駆逐艦・水雷艇×16（予備艦×4）
- 魚雷艇×16

## 建造スケジュール
以下のリストはいずれも大部分は就役しているが一部は未成に終わったものも含む。

### 1920年代
- 1921年:軽巡洋艦×1隻
- 1923年:水雷艇×6隻
- 1924年:軽巡洋艦×1隻、水雷艇×6隻
- 1925年:軽巡洋艦×2隻
- 1927年:軽巡洋艦×1隻
- 1928年:装甲艦×1隻
- 1929年:砲術練習艦×1隻、漁業保護艦×2隻、掃海艇×16隻

### 1930年代
- 1930年:魚雷艇×6隻
- 1931年:装甲艦×1隻
- 1932年:装甲艦×1隻
- 1933年:戦艦×1隻、軽巡洋艦×1隻、護衛艦×10隻、潜水艦×8隻、魚雷艇×3隻
- 1934年:戦艦×1隻、重巡洋艦×2隻、駆逐艦×16隻、潜水艦×28隻、掃海艇×4隻
- 1935年前半:戦艦×1隻、航空母艦×1隻、重巡洋艦×1隻、駆逐艦×6隻、水雷艇×12隻
- 1935年後半:潜水艦×8隻、掃海艇×12隻
- 1936年:戦艦×1隻、航空母艦×1隻、重巡洋艦×2隻、潜水艦×11隻、掃海艇×4隻、補給艦×1隻
- 1937年:戦艦×1隻、水雷艇×6隻、潜水艦×27隻、掃海艇×22隻、補給艦×2隻
- 1938年前半:戦艦×2隻、軽巡洋艦×2隻、駆逐艦×6隻、水雷艇×3隻、潜水艦×35隻
- 1938年後半:掃海艇×6隻、補給艦×2隻、砕氷艦×12隻
- 1939年前半:戦艦×1隻、軽巡洋艦×2隻、駆逐艦×9隻、水雷艇×3隻、潜水艦×11隻、掃海艇×6隻
- 1939年後半:機雷敷設艦×3隻、補給艦×1隻、観測艦×1隻

### Z計画スケジュール[3]
こちらの予定表は前述のものとは異なる状態である。
| 艦種       | 1939 | 1940 | 1941 | 1942 | 1943 | 1944 | 1945 | 1946 | 1947 | 備考                                                                                         |
| ---------- | ---- | ---- | ---- | ---- | ---- | ---- | ---- | ---- | ---- | -------------------------------------------------------------------------------------------- |
| 戦艦       | 2隻  | 1隻  | 1隻  | -    | -    | -    | -    | 1隻  | 1隻  |                                                                                              |
| 航空母艦   | -    | 1隻  | 1隻  | -    | -    | -    | -    | 1隻  | 1隻  |                                                                                              |
| 装甲艦     |      |      |      | -    | 4隻  | -    | 4隻  | -    | 2隻  | P級装甲艦のことを指しているが開戦前にO級巡洋戦艦に差し替えられた。                           |
| 重巡洋艦   | 2隻  | 3隻  | -    | -    | -    | -    | -    | -    | -    | アドミラル・ヒッパー級のみであるが、実際には1941年に通商破壊艦と称した艦艇が計画されていた。 |
| 軽巡洋艦   | -    | -    | -    | 3隻  | -    | 1隻  | 1隻  | 3隻  | 12隻 | M級軽巡洋艦を指していると思われるが実際に予定されていたのは6隻。                             |
| 捜索巡洋艦 | -    | -    | -    | 2隻  | 4隻  | 3隻  | 3隻  | 3隻  | 5隻  | SP級偵察巡洋艦のことを指しているが実際に予定されたのは6隻。                                  |

別資料によると
- 戦艦×8（内4は39年までに起工、以下同じ）
- 航空母艦×4(2)
- 巡洋戦艦×5(2)
- 重巡洋艦×8（8、装甲艦×3を含む）
- 軽巡洋艦×13(9)
- 捜索巡洋艦×22(0)
- 駆逐艦×68(30)
- 水雷艇×90(36)
- Uボート×249(内訳、大型が162隻、小型が60隻、特殊任務型が27隻)(129)
- 高速戦闘艇×302(187)
- 敷設艦×10(3)
- 補助艦×909(123)

## 艦艇一覧

### 第二次世界大戦に投入できた艦艇
開戦までに就役した艦と戦時下で完成した艦を含む。一部の艦名はアルファベットと番号を組み合わせている。
- ビスマルク級戦艦 - 2隻：ビスマルク、ティルピッツ
- シャルンホルスト級戦艦 - 2隻：シャルンホルスト、グナイゼナウ
- アドミラル・ヒッパー級重巡洋艦 - 3隻：アドミラル・ヒッパー、プリンツ・オイゲン、ブリュッヒャー
- リュッツオウ級重巡洋艦 - 2隻：リュッツオウ、アドミラル・シェーア
- ドイッチュラント級装甲艦 - 1隻：アドミラル・グラーフ・シュペー
- ライプツィヒ級軽巡洋艦 - 2隻：ライプツィヒ、ニュルンベルク
- ケーニヒスベルク級軽巡洋艦 - 3隻：ケーニヒスベルク、ケルン、カールスルーエ
- 6,900トン級軽巡洋艦 - 1隻：エムデン
- Z1型駆逐艦 - 4隻：Z1レーベレヒト・マース、Z2ゲオルク・ティーレ、Z3マックス・シュルツ、Z4リヒャルト・バイツェン
- Z5型駆逐艦 - 12隻：Z5パウル・ヤコビ、Z6テオドール・リーデル、Z7ヘルマン・シェーマン、Z8ブルーノ・ハイネマン、Z9ヴォルフガング・ツェンカー、Z10ハンス・ロディ、Z11ベルント・フォン・アルニム、Z12エーリッヒ・ギーゼ、Z13エーリッヒ・ケルナー、Z14フリードリヒ・イーン、Z15エーリッヒ・シュタインブリンク、Z16フリードリヒ・エッコルト
- Z17型駆逐艦 - 6隻：Z17ディーター・フォン・レーダー、Z18ハンス・リューデマン、Z19ヘルマン・キュンネ、Z20カール・ガルスター、Z21ヴィルヘルム・ハイドカンプ、Z22アントン・シュミット
- Z23型駆逐艦 - 8隻：Z23、Z24、Z25、Z26、Z27、Z28、Z29、Z30
- Z31型駆逐艦 - 7隻：Z31、Z32、Z33、Z34、Z37、Z38、Z39
- Z35型駆逐艦 - 3隻：Z35、Z36、Z43(他5隻未成)
- F型護衛艦 - 10隻：F1、F2、F3、F4、F5、F6、F7、F8、F9、F10
- カール・マイヤー級水上機母艦 - 4隻：カール・マイヤー、マックス・スティンスキー、マックス・インメルマン、ベールケ
- ハンス・アルブレヒト・ヴェーデル級水上機母艦 - 3隻：ハンス・アルブレヒト・ヴェーデル、リヒトホーフェン、ヘルマン・コール(他2隻未成)
- 8,500トン級カタパルト艦 - シュヴァーベンラント
- 5,400トン級カタパルト艦 - フリーセンラント
- 1,200トン級カタパルト艦 - オストマルク
- 1,000トン級カタパルト艦 - シュペルバー
- ブッサルド級カタパルト艦 - 2隻 ブッサルド、ファルケ
- 1,100トン級航空管制艦 - ハンス・ロルショーヴェン
- 890トン級航空管制艦 - グライフ
- 960トン級航空管制艦 - ベルンハルト・フォン・チルシュキー
- 510トン級航空管制艦 - ハンバー
- 370トン級航空管制艦 - グンター・プリュショフ、ヴァール10、ヴァール11
- 350トン級航空管制艦 - フェニックス
- 230トン級航空管制艦 - BP41、BP42、BP43、BP44、BP45、BP46、BP47、BP48
- 220トン級航空管制艦 - BP33
- 210トン級航空管制艦 - VL190
- 200トン級航空管制艦 - VL39、
- 190トン級航空管制艦 - クリスシャン
- 170トン級航空管制艦 - BP31、BP32、BP34、BP35、BP36、BP37、AE56、AE57オリオン、AE87ブランデンブルク、AE99プリンスホンブルグ、VL208フリーダ
- 130トン級航空管制艦 - BP51、BP52、B53
- 120トン級航空管制艦 - AE92ウルスラ、AE97ビクトリア
- 100トン級航空管制艦 - BP11、BP12、BP21、マルタベック
- 50トン級航空管制艦 - マヨエ、ニンフェ
- ヴィルヘルム・バウアー級潜水母艦 - 3隻：ヴィルヘルム・バウアー、ヴァルダマー・コファメル、オットー・ブンシュ
- 6,080トン級潜水母艦 - アーウィン・ヴァスナー
- 5,090トン級潜水母艦 - ヴァイヒセル
- 5,000トン級潜水母艦 - ヴィスワ
- 4,620トン級潜水母艦 - ドナウ
- 3,800トン級潜水母艦 - イザール
- 3,100トン級潜水母艦 - ナイセ
- 2,700トン級潜水母艦 - ザール
- 2,400トン級潜水母艦 - アンマーラント
- 2,100トン級潜水母艦 - レッヒ、メッシーナ
- 1,900トン級潜水母艦 - ニカイア
- 2,500トン級通報艦 - ヘラ
- UボートI型:U-25、U-26
- UボートIIA型 - 6隻：U-1、U-2、U-3、U-4、U-5、U-6
- UボートIIB型 - 20隻：U-7、U-8、U-9、U-10、U-11、U-12、U-13、U-14、U-15、U-16、U-17、U-18、U-19、U-20、U-21、U-22、U-23、U-24、U-120、U-121
- UボートIIC型 - 8隻：U-56、U-57、U-58、U-59、U-60、U-61、U-62、U-63
- UボートIID型 - 16隻：U-137、U-138、U-139、U-140、U-141、U-142、U-143、U-144、U-145、U-146、U-147、U-148、U-149、U-150、U-151、U-152
- UボートVIIA型 - 10隻：U-27、U-28、U-29、U-30、U-31、U-32、U-33、U-34、U-35、U-36
- UボートVIIB型 - 24隻：U-45、U-46、U-47、U-48、U-49、U-50、U-51、U-52、U-53、U-54、U-55、U-73、U-74、U-75、U-76、U-83、U-84、U-85、U-86、U-87、U-99、U-100、U-101、U-102
- UボートVIIC型 - 626隻：U-69、U-70、U-71、U-72、U-77、U-78、U-79、U-80、U-81、U-82、U-88、U-89、U-90、U-91、U-92、U-93、U-94、U-95、U-96、U-97、U-98、U-132、U-133、U-134、U-135、U-136、U-201、U-202、U-203、U-204、U-205、U-206、U-207、U-208、U-209、U-210、U-211、U-212、U-221、U-222、U-223、U-224、U-225、U-226、U-227、U-228、U-229、U-230、U-231、U-232、U-235、U-236、U-237、U-238、U-239、U-240、U-241、U-242、U-243、U-244、U-245、U-246、U-247、U-248、U-249、U-250、U-251、U-252、U-253、U-254、U-255、U-256、U-257、U-258、U-259、U-260、U-261、U-262、U-263、U-264、U-265、U-266、U-267、U-268、U-269、U-270、U-271、U-272、U-273、U-274、U-275、U-276、U-277、U-278、U-279、U-280、U-281、U-282、U-283、U-284、U-285、U-286、U-287、U-288、U-289、U-290、U-291、U-301、U-302、U-303、U-304、U-305、U-306、U-307、U-308、U-309、U-310、U-311、U-312、U-313、U-314、U-315、U-316、U-331、U-332、U-333、U-334、U-335、U-336、U-337、U-338、U-339、U-340、U-341、U-342、U-343、U-344、U-345、U-346、U-347、U-348、U-349、U-350、U-351、U-352、U-353、U-354、U-355、U-356、U-357、U-358、U-359、U-360、U-361、U-362、U-363、U-364、U-365、U-366、U-367、U-368、U-369、U-370、U-371、U-372、U-373、U-374、U-375、U-376、U-377、U-378、U-379、U-380、U-381、U-382、U-383、U-384、U-385、U-386、U-387、U-388、U-389、U-390、U-391、U-392、U-393、U-394、U-396、U-397、U-398、U-399、U-400、U-401、U-402、U-403、U-404、U-405、U-406、U-407、U-408、U-409、U-410、U-411、U-412、U-413、U-414、U-415、U-416、U-417、U-418、U-419、U-420、U-421、U-422、U-423、U-424、U-425、U-426、U-427、U-428、U-429、U-430、U-431、U-432、U-433、U-434、U-435、U-436、U-437、U-438、U-439、U-440、U-441、U-442、U-443、U-444、U-445、U-446、U-447、U-448、U-449、U-450、U-451、U-452、U-453、U-454、U-455、U-456、U-457、U-458、U-465、U-466、U-467、U-468、U-469、U-470、U-471、U-472、U-473、U-474、U-475、U-476、U-477、U-478、U-479、U-480、U-481、U-482、U-483、U-484、U-485、U-486、U-551、U-552、U-553、U-554、U-555、U-556、U-557、U-558、U-559、U-560、U-561、U-562、U-563、U-564、U-565、U-566、U-567、U-568、U-569、U-570、U-571、U-572、U-573、U-574、U-575、U-576、U-577、U-578、U-579、U-580、U-581、U-582、U-583、U-584、U-585、U-586、U-587、U-588、U-589、U-590、U-591、U-592、U-593、U-594、U-595、U-596、U-597、U-598、U-599、U-600、U-601、U-602、U-603、U-604、U-605、U-606、U-607、U-608、U-609、U-610、U-611、U-612、U-613、U-614、U-615、U-616、U-617、U-618、U-619、U-620、U-621、U-622、U-623、U-624、U-625、U-626、U-627、U-628、U-629、U-630、U-631、U-632、U-633、U-634、U-635、U-636、U-637、U-638、U-639、U-640、U-641、U-642、U-643、U-644、U-645、U-646、U-647、U-648、U-649、U-650、U-651、U-652、U-653、U-654、U-655、U-656、U-657、U-658、U-659、U-660、U-661、U-662、U-663、U-664、U-665、U-666、U-667、U-668、U-669、U-670、U-671、U-672、U-673、U-674、U-675、U-676、U-677、U-678、U-679、U-680、U-681、U-682、U-683、U-701、U-702、U-703、U-704、U-705、U-706、U-707、U-708、U-709、U-710、U-711、U-712、U-713、U-714、U-715、U-716、U-717、U-718、U-719、U-720、U-721、U-722、U-723、U-724、U-725、U-726、U-727、U-728、U-729、U-730、U-731、U-732、U-733、U-734、U-735、U-736、U-737、U-738、U-739、U-740、U-741、U-742、U-743、U-744、U-745、U-746、U-747、U-748、U-749、U-750、U-751、U-752、U-753、U-754、U-755、U-756、U-757、U-758、U-759、U-760、U-761、U-762、U-763、U-764、U-765、U-766、U-767、U-768、U-771、U-772、U-773、U-774、U-775、U-776、U-777、U-778、U-779、U-821、U-822、U-825、U-826、U-901、U-903、U-904、U-905、U-906、U-907、U-908、U-921、U-922、U-923、U-924、U-925、U-926、U-927、U-928、U-951、U-952、U-953、U-954、U-955、U-956、U-957、U-958、U-959、U-960、U-961、U-962、U-963、U-964、U-965、U-966、U-967、U-968、U-969、U-970、U-971、U-972、U-973、U-974、U-975、U-976、U-977、U-978、U-979、U-980、U-981、U-982、U-983、U-984、U-985、U-986、U-987、U-988、U-989、U-990、U-991、U-992、U-993、U-994、U-1051、U-1052、U-1053、U-1054、U-1055、U-1056、U-1057、U-1058、U-1101、U-1102、U-1103、U-1104、U-1105、U-1106、U-1131、U-1132、U-1161、U-1162、U-1191、U-1192、U-1193、U-1194、U-1195、U-1196、U-1197、U-1198、U-1199、U-1200、U-1201、U-1202、U-1203、U-1204、U-1205、U-1206、U-1207、U-1208、U-1209、U-1210

### 既存の艦船または民間船を流用
開戦後に艦船の損失が相次いだために第1次世界大戦の旧式艦や商船も投入されたが戦闘力は限定的であった。
- 1,800トン級航空管制艦 - ドラッヘ
- 550トン級航空管制艦 - オブラ
- 520トン級航空管制艦 - クラニッチ
- 170トン級航空管制艦 - アルタイル
- 10,000トン級カタパルト艦 - ヴェストファーレン
- 13,000トン級水上機母艦 - サンタ・エレナ
- 1万トン級大型仮装巡洋艦 - 5隻：ペンギン、ヴィダー、オリオン、HSK 10ズノイモ、シュティーア
- 9,100トン級仮装巡洋艦 - ハンザ
- 8,700トン級仮装巡洋艦 - コルモラン
- 7,800トン級仮装巡洋艦 - アトランティス
- 7,000トン級仮装巡洋艦 - トール
- 4,700トン級仮装巡洋艦 - 2隻：ミヒェル、HSK 6ツェンタ
- 3,200トン級仮装巡洋艦 - コメート、
- 1,100トン級仮装巡洋艦 - シュトラール
- 780トン級仮装巡洋艦 - UJ2220ノヴァラ
- 210トン級河用モニター艦 - ベチェラレン
- 590トン級潜水母艦 - セギー、アケロン　※元、第一次世界大戦時の掃海艇・・・等

### 連合国から捕獲して運用
開戦劈頭では、まだドイツに分があったため捕獲された艦艇を組み込んで戦力に加えたが数は少なかった。
- 1,600トン級駆逐艦：ZH1（旧オランダ海軍ティエルク・ヒッデス級駆逐艦ゲラルト・カレンブルク）
- 2,200トン級駆逐艦：ZF2（旧フランス海軍ル・アルディ級駆逐艦ルピニャート）
- 1,800トン級駆逐艦：ZG3（旧ギリシャ海軍ヴァシレフス・ゲオルギオス級駆逐艦ヴァシレフス・ゲオルギオス）

### 計画のみに終わった艦艇
いずれもほぼ完成していながら投入されなかった艦艇や戦局により中止された艦艇を含む。
- H級戦艦 - 6隻：フリードリヒ・デア・グローセ、グロース・ドイッチュラント、K、L、M、N
- O級巡洋戦艦 - 3隻：O、P、Q
- グラーフ・ツェッペリン級航空母艦 - 2隻：グラーフ・ツェッペリン、ペーター・シュトラッサー(他2隻削除)
- ヤーデ級航空母艦 - 2隻：ヤーデ、エルベ(2隻とも客船から改装される予定だった。)
- 49,000トン級航空母艦 - 1隻：I(フランス客船オイローパから改装される予定だった。)
- 17,000トン級航空母艦 - 1隻：ヴェーザー(元、アドミラル・ヒッパー級のザイドリッツ)
- 11,000トン級航空母艦 - 1隻：Ⅱ(接収したフランス海軍の防空巡洋艦ド・グラースから改装される予定だった。)
- AIII級大西洋作戦型航空巡洋艦 - 推定2隻：(排水量7万トン/32機搭載で28㎝3連装砲2基装備と優れていたが建造されず。)
- 1941年型重巡洋艦 - 推定8隻(ドイッチュラント級の活躍を受けて4つの案が出されたが中止された。)
- アドミラル・ヒッパー級重巡洋艦 - 1隻：リュッツオウ(未成のまま後にソビエト連邦に輸出)
- M級軽巡洋艦 - 6隻：M、N、O、P、Q、R
- SP級偵察巡洋艦 - 6隻：SP1、SP2、SP3、SP4、SP5、SP6(元は駆逐艦から派生されたもの。)
- KH1級練習艦 - 2隻：KH1、KH2(オランダ海軍より捕獲した軽巡洋艦であるが未成に終わった。)
- ハンス・アルブレヒト・ヴェーデル級水上機母艦 - 2隻：F、G
- 1,700トン級航空管制艦 - O
- 1,500トン級航空管制艦 - M
- 1,500トン級航空管制艦 - N
- ヴィルヘルム・バウアー級潜水母艦 - 5隻：ヴァルノウ、せーガル、ヘルゴラント、ルーアオルト、アルミニウス
- D級装甲艦 - 2隻(開戦前にシャルンホルスト級に設計変更されて中止。)
- P級装甲艦 - 8隻(開戦前に12隻計画されたが8隻に削減され最終的にO級に差し替えられて中止。)
- グラーフ・ツェッペリン級航空母艦 - 2隻：C、D(開戦前に削除された。)
- 12,000トン級航空母艦：(搭載機数15機で武装は最低限と同年代の護衛空母にすら見劣りしたため計画は中止された[5]。)
- AI型大西洋作戦型航空巡洋艦 ：(排水量4万トン/32機搭載であるが20.3cm4連装砲1基しか搭載されていなかった。)
- AII型大西洋作戦型航空巡洋艦 ：(排水量4万トン/24機搭載であるが艦上構造物が艦上機の運用に問題を生じるとして中止。)
- AIV型大西洋作戦型航空巡洋艦：(排水量7万トン/32機搭載だが航空機運用の際に武装の位置関係で問題が生じて取り下げ)。
- AⅡa型大西洋作戦型航空巡洋艦：(排水量4万トン/28㎝3連装砲2基装備だが搭載機は23機しか乗せられない[6]。)
- C級大西洋作戦型航空巡洋艦（既存の案と比較して見劣りしたため中止された。）
- EIV級大西洋作戦型航空巡洋艦：(排水量12,750トンで搭載機数は10機で15cm砲のみと貧弱だった[7]。)
- EV型大西洋作戦型航空巡洋艦：(排水量19,150トンと小型化した結果、搭載機数は18機、武装は15㎝砲のみであった。)
- EVI型大西洋作戦型航空巡洋艦：(排水量19,000トンと小型化した結果、搭載機数は18機で15㎝砲のみであった。)
- Z35型駆逐艦 - 5隻：Z40、Z41、Z42、Z44、Z45(戦局の変化により中止。)
- Z46型駆逐艦 - 5隻：Z46、Z47、Z48、Z49、Z50(戦局の変化により中止。)
- Z51型駆逐艦 - 1隻：Z51(戦局の変化により中止。)
- Z52型駆逐艦 - 5隻Z52、Z53、Z54、Z55、Z56(戦局の変化により中止。)
- UボートVⅡC型 - 23隻： U-684、U-685、U-686、U-769、U-770、U-780、U-781、U-782、U-823、U-824、U-829、U-830、U-831、U-832、U-833、U-834、U-835、U-836、U-837、U-838、U-839、U-840、U-902